# Marché (Theux)
Pour les articles homonymes, voir Marché.
Marché est un hameau de la commune et ville de Theux, en province de Liège (Région wallonne de Belgique). Avant la fusion des communes de 1977, le hameau faisait déjà partie de la ville de Theux. Sis au confluent de la Hoëgne et d'un ruisseau secondaire et au pied du château de Franchimont, il possède plusieurs bâtiments de grande valeur historique. Il prolonge par le sud l'agglomération de Theux.

## Description
Construit en rive droite de la Hoëgne, Marché s'articule autour d'une belle place rectangulaire qui s'étend entre le pont sur la Hoëgne et le passage à niveau d'une part et le pied de la côte vers le hameau de Sassor d'autre part.
Le côté nord de cette place se compose de petites maisons anciennes souvent construites en moellons de grès ou en briques rouges.

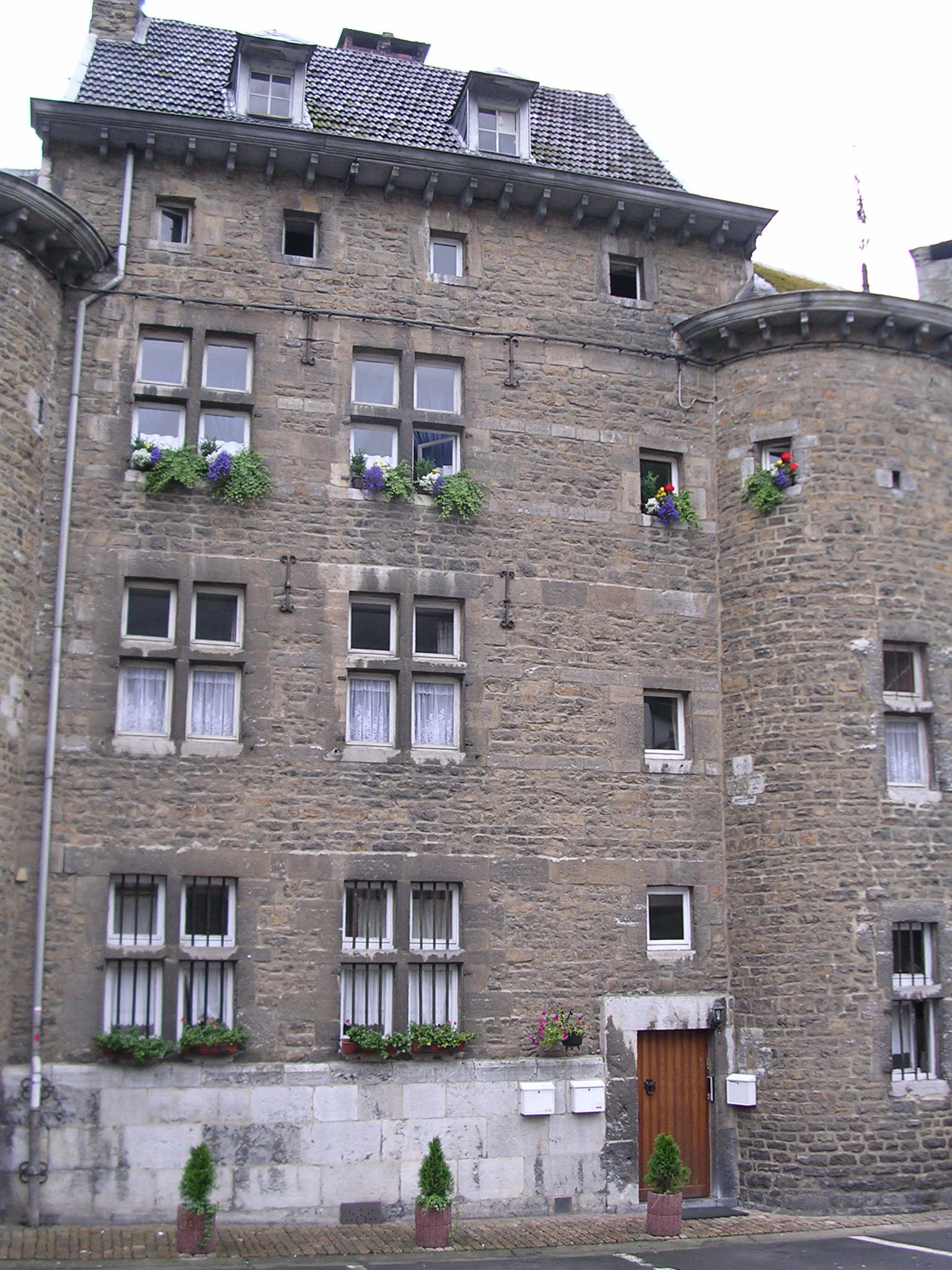
Maison du Bailli, à Marché

Le côté sud de la place est occupé par l'institut Saint-Roch (centre scolaire fondé en 1880 par les pères lazaristes). Il est formé d'une succession de maisons de maître dont une imposante bâtisse de style Louis XVI en briques et pierres calcaires datant du XVIIIe siècle et la maison du Bailli (ou maison Wolff), de style mosan, construite au cours du XVIe siècle en moellons de grès avec soubassement en pierre de taille et comprenant deux tours.
Au milieu de la place, devancée de deux tilleuls, se trouve la chapelle Saint-Nicolas datant de 1739. Bâtie en moellons de grès et pierre de taille, elle est formée d'une seule nef et d'un chœur à trois pans et est surmontée par un clocheton à six pans.